# La Prosperitat
La Prosperitat és un barri del districte de Nou Barris de la ciutat de Barcelona. Està delimitat pels carrers Via Júlia, Via Favència, Avinguda Meridiana i Passeig Valldaura.
A aquest barri arriba l'estació de Via Júlia de la L4 del metro de Barcelona. D'autobús hi passen les línies 127, D50, H2, 60, H4, 76 i 132.

## Història
El barri de La Prosperitat se situa dins la Zona Centre del Districte de Nou Barris. Es troba limitat per la Via Júlia, l'Avinguda Meridiana, el Passeig Valldaura i la Via Favència. El barri disposa d'una superfície de 59 hectàrees, amb una població d'uns 26.859 habitants.
El territori fou ocupat fins a la Primera Guerra Mundial per camps de conreu, algunes masies i torres de la burgesia i menestralia de Sant Andreu. Afectat per les onades migratòries dels anys vint i quaranta, fou iniciat, en aquest sector, un tipus de poblament barraquista i anàrquic. La formulació d'un pla parcial d'ordenació urbana (1957) desencadenà un important procés de creixement d'aquest sector, amb l'edificació de cases de pisos i blocs, que no ha anat acompanyada, però, de la dotació dels equipaments urbans prevists en aquest pla.
El primer cop que s'ha trobat el topònim del barri de La Prosperitat és a una llicència d'obres d'una casa del 1920. No hi ha certesa sobre l'origen del nom del barri. Diverses fonts publicades l'atribueixen a una cooperativa que hi havia als anys trenta a la part més meridional de Nou Barris. En canvi estudis mes recents afirmen que no se sap a què o a qui es deu el nom del barri.
Prosperitat estava situat sobre la via del tren que seria després l'Avinguda Meridiana. La cooperativa limitava amb la masia de Can Dragó Nou i, només hi havia un petit conjunt de cases. Dins del procés d'expansió de la construcció d'habitatges a la ciutat motivada per l'important augment de la població i promocionat pel propietari de la masia, es van construir nombroses cases fins a l'arribada de la Guerra Civil, algunes de les quals encara perduren.
A partir de 1957 el Pla Comarcal permet elaborar plans parcials per desenvolupar el creixement del barri. En poc més de 15 anys el barri va patir una profunda transformació amb l'arribada dels immigrants provinents de la resta de l'estat i de la construcció especulativa que va provocar la desaparició dels solars. Molts carrers van rebre el nom dels propietaris d'aquestes terres o de topònims que ja hi havia. Però el que no hi havia eren equipaments ni serveis suficients, hi havia 21 acadèmies privades i cap escola pública fins que l'any 1969 es va obrir la primera.
RENFE va aixecar barracots de fusta al costat de Can Dragó Nou, on vivien els seus ferroviaris en unes pèssimes condicions. El 1973 encara perduraven. Als anys 1960 un constructor de cognom Llobet va aixecar un conjunt de pisos al Pla de Santa Engràcia i els va vendre dos o tres cops, quan va ser descobert es va paralitzar la construcció, els compradors es van quedar sense casa i van ser ocupades per gitanos que les van convertir en barraques, fins que l'Associació de Propietaris i Contribuents de les Roquetes van demanar la intervenció de les autoritats. El 1983 van anar a viure a pisos entre les avingudes Meridiana i Rio de Janeiro, coneguda com a Renfe-Meridiana. I al Pla de Santa Engràcia avui hi ha el Casal de Barri de Prosperitat i la Plaça Ángel Pestaña.</ref>
La primera plaça de Prosperitat inaugurada popularment el 1976, va ser guanyada al paralitzar la construcció de pisos a l'antiga factoria de Harry Walker. També l'any 76 els veïns es van manifestar per aconseguir semàfors. Per tant, la lluita dels veïns i veïnes, en l'etapa de la fi de la dictadura i de l'inici de la democràcia, va ser decisiva per millorar les condicions en les quals s'havia creat el barri.
El 1991, després de la contínua lluita veïnal un Pla Especial de Reforma Interior (PERI) es va comprometre a acabar les millores que necessitava el barri.
Un dels problemes que té el barri és la seva urbanització densa amb carrers estrets. Per això, s'han considerat prioritàries l'obertura d'espais lliures i la construcció d'aparcaments subterranis. L'any 1998 es van remodelar les places de la Zona Verda i de Harry Walker, i l'any 2001 la plaça d'Ángel Pestaña, que s'ha convertit en el punt central de relació del barri per la seva situació geogràfica i per haver-hi el Casal de Barri de Prosperitat. Cal destacar la font ornamental amb caiguda d'aigua de la plaça Harry Walker, amb un disseny innovador.
La població jove que va venir a l'etapa de creixement del barri està envellint i molts dels seus fills no troben habitatge al barri, per la qual cosa molts joves han de marxar. També ara torna a haver una nova emigració procedent d'altres països i moltes de les situacions que es van produir a la primera emigració, es repeteixen ara, com són l'empitjorament en les condicions de l'habitatge, l'arribada de nous veïns, la falta de cohesió i la major competència en l'accés a serveis socials. Una part d'aquesta nova emigració, amb dificultats per regularitzar administrativament la seva situació, es troba abocada a viure en situacions de marginalitat. L'encaix d'aquesta nova situació necessita molts esforços i ja ha tingut una resposta, en la creació de la xarxa 9 Barris Acull, de la qual el Casal de Barri de Prosperitat va ser un dels propulsors, i que té com a objectius principals l'acolliment dels nous veïns i la convivència al barri.
Per tant, el barri de La Prosperitat és un barri ple de vida, que transmet un dinamisme i una vitalitat molt destacats i que presenta una participació popular important dins la vida ciutadana, com ho demostren la seva destacada festa major, la gran quantitat d'entitats i associacions del barri i el seu caràcter tradicionalment reivindicatiu i festiu.
El barri ofereix una important activitat comercial, que es concentra majoritàriament a la Via Júlia i als carrers de l'entorn, com Joaquim Valls o Font de Canyelles. El carrer de Pablo Iglesias, per la seva posició i amples voreres, juga el paper de rambla central aglutinadora de la vida veïnal.

### Plaça Ángel Pestaña

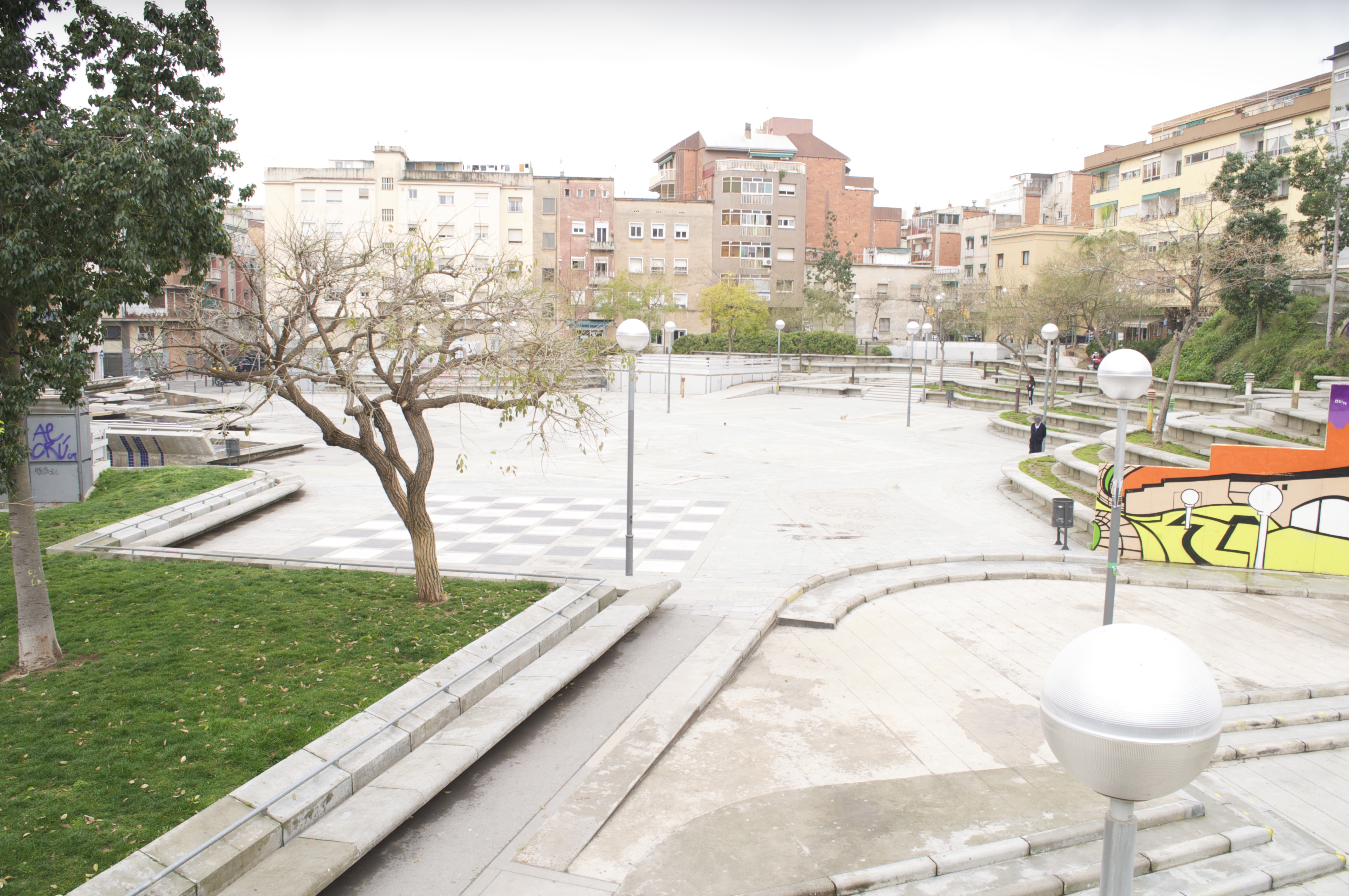
Foto de la Plaça d'Ángel Pestaña des del Casal de Barri.

La plaça central del barri de La Prosperitat es diu Ángel Pestaña. La decisió de dedicar-li aquesta plaça té més a veure amb el moment en què es va adoptar (la recuperació de l'ajuntament democràtic, el 1979) que no pas amb l'indret en si (ja que no va tenir cap relació directa amb aquest barri). Com el carrer de Pablo Iglesias (abans carrer de Valldaura), fundador del PSOE i de la UGT, que arrenca des d'un cantó de la plaça direcció nord.
Entre els carrers de Sant Francesc Xavier, Santa Engràcia i Enric Casanovas. De la Via Júlia, cantó mar, surt un eix de vianants que va fins a la plaça d'Ángel Pestaña. En aquest emplaçament hi va haver el nucli de barraques de Santa Engràcia. La plaça es va inaugurar pel novembre del 1986 amb un disseny molt dur que ha anat millorant amb els anys. Al mig, a la vora d'un petit estany, es va col·locar una font-escultura d'Enric Pladevall que ha funcionat en contades ocasions. Per als veïns aquesta font és un arbre amb les arrels mirant al cel.
L'any 2003 Enric Miralles i Benedetta Tagliabue, van acabar de remodelar aquesta plaça, amb un parking municipal subterrani. Ara la plaça té una suau i ondulada morfologia post-Miralles, acuradament entrellaçada a l'entorn urbà, en aquest punt es nota la mà de Benedetta; això recorda el seu projecte final de carrera en el Central Park per la Columbia University.

## Galeria fotogràfica

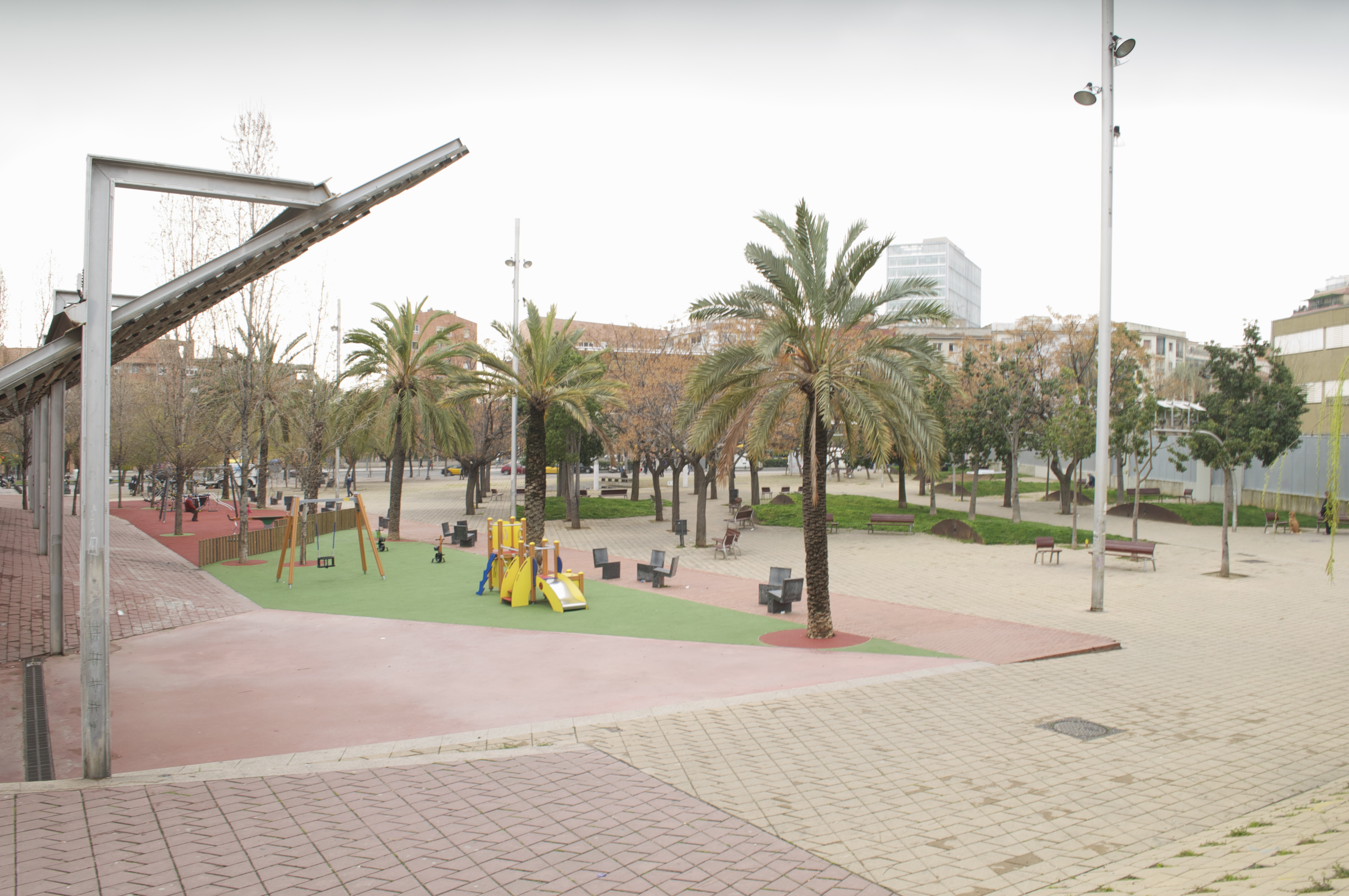
Plaça Harry Walker.
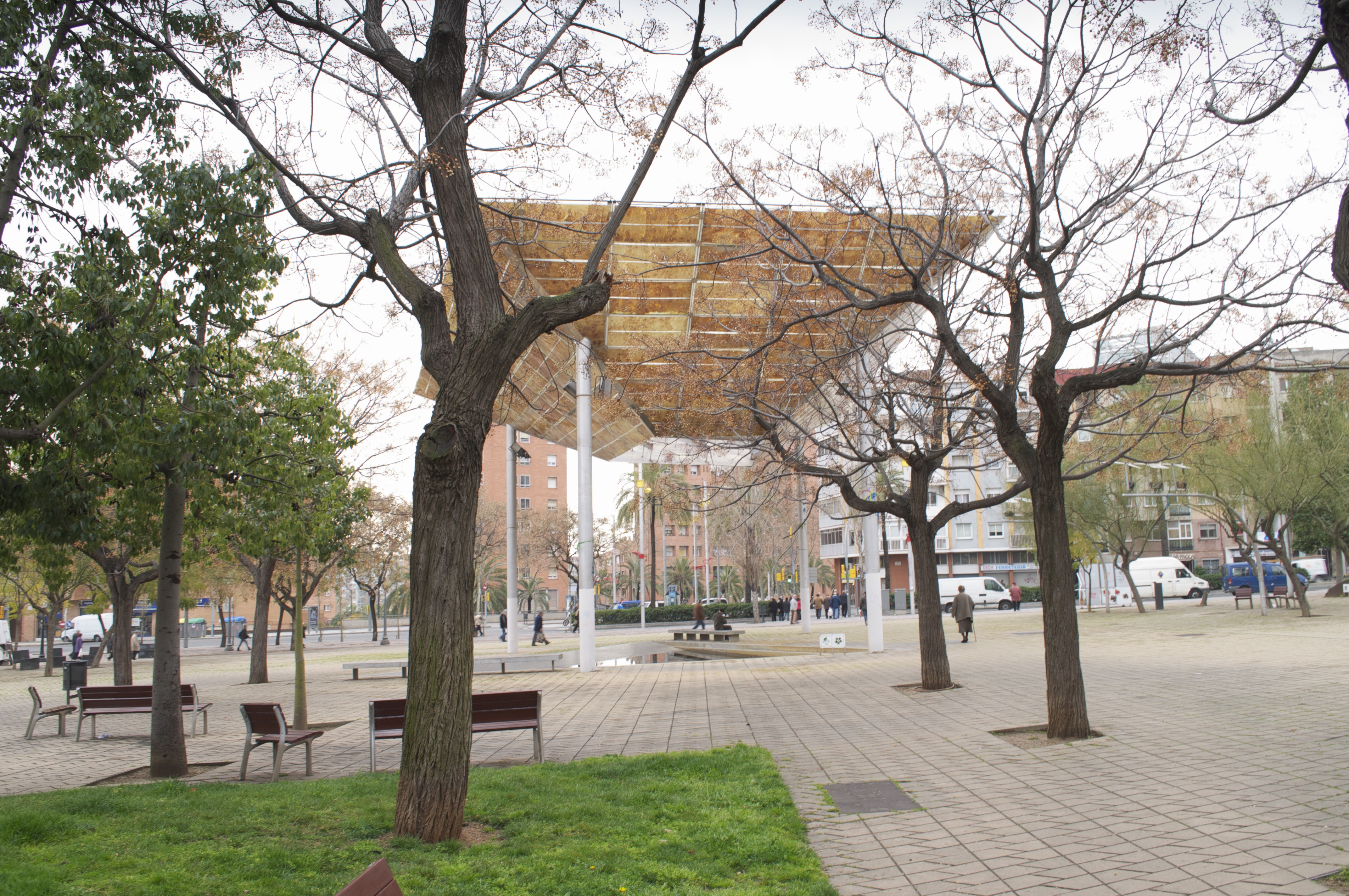
Font de la Plaça Harry Walker.
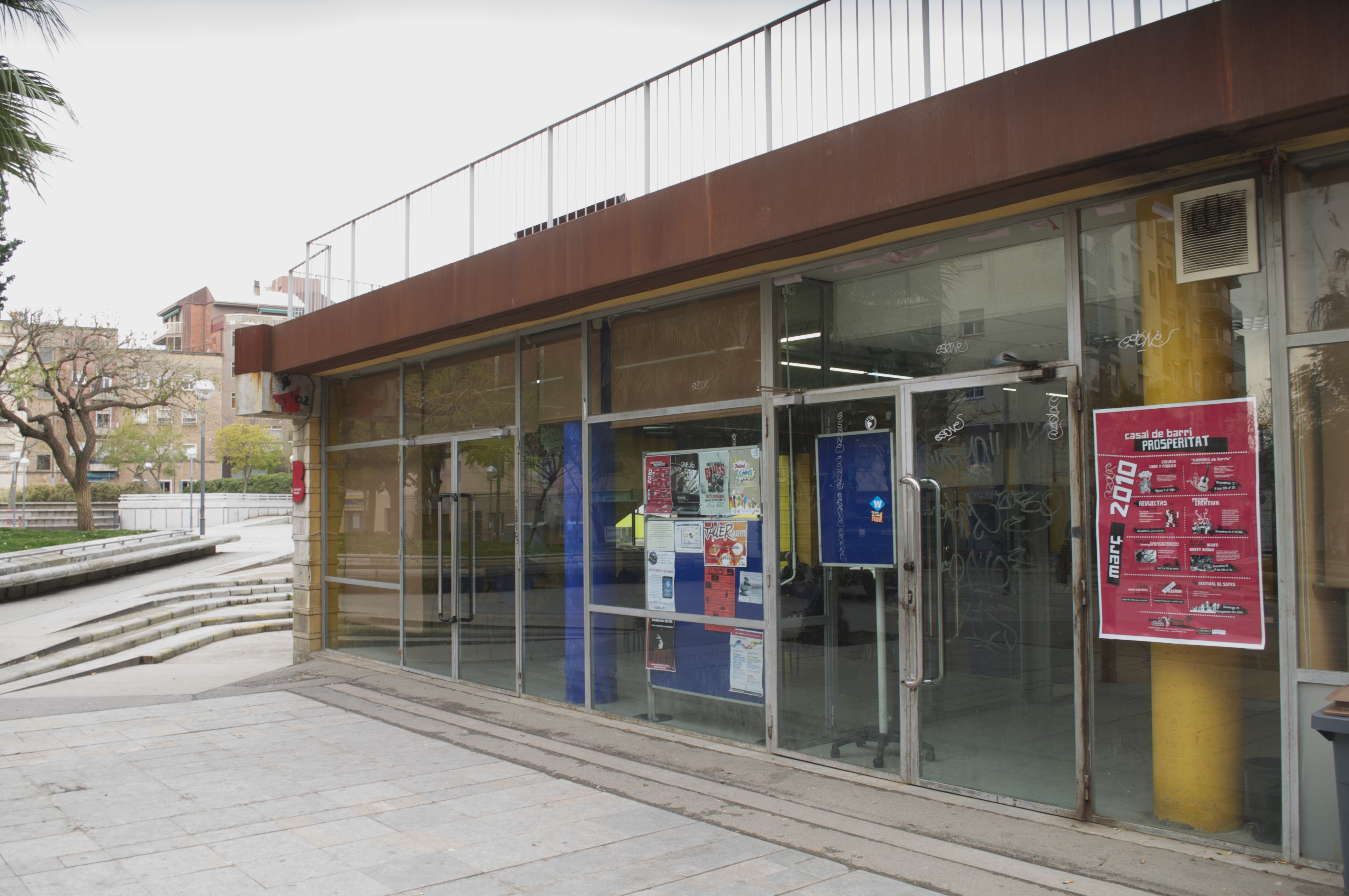
Casal de Barri.
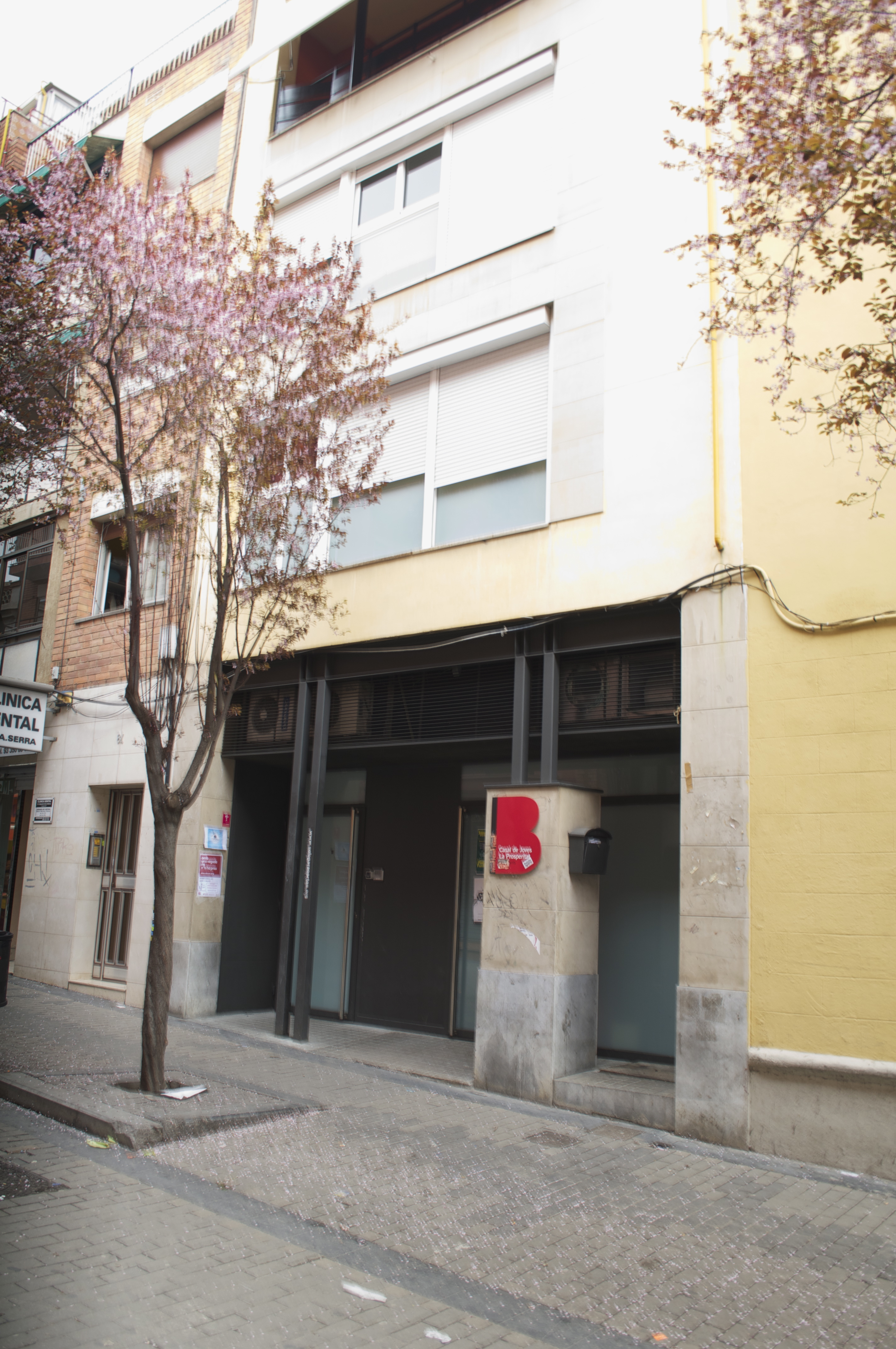
El Casal de Joves.
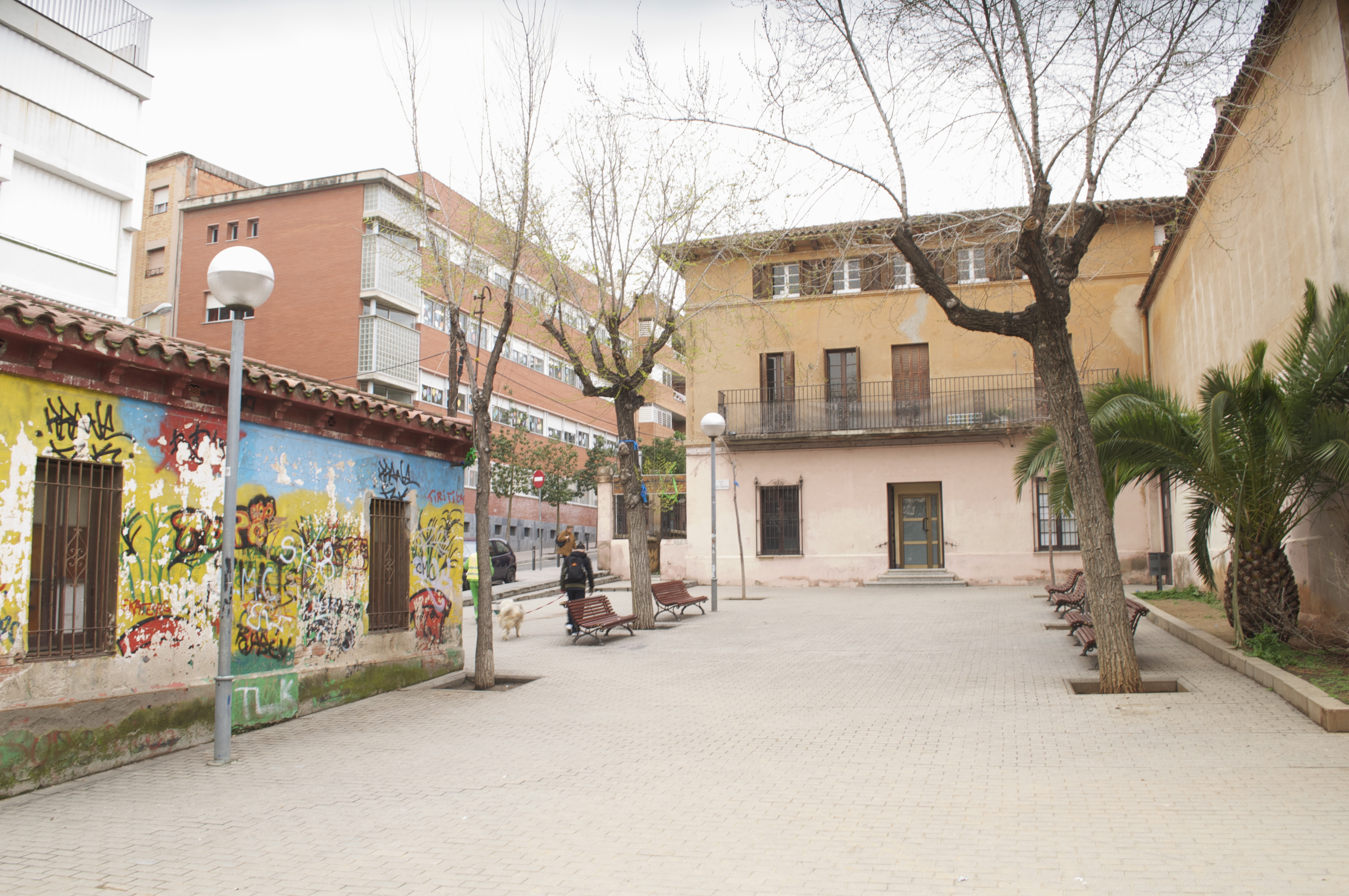
Plaça Santa Engràcia.
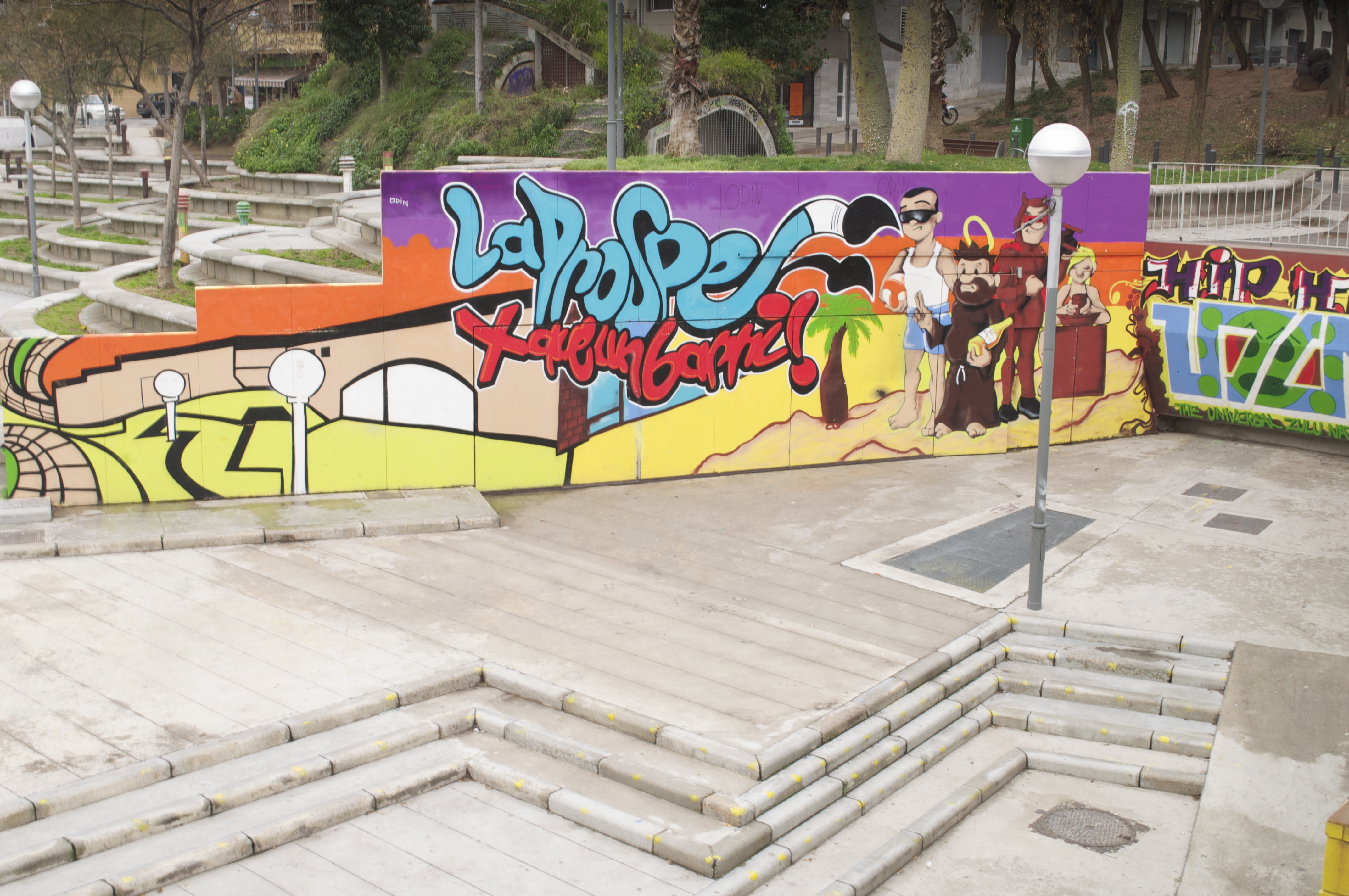
Mural de la Plaça Àngel Pestanya.
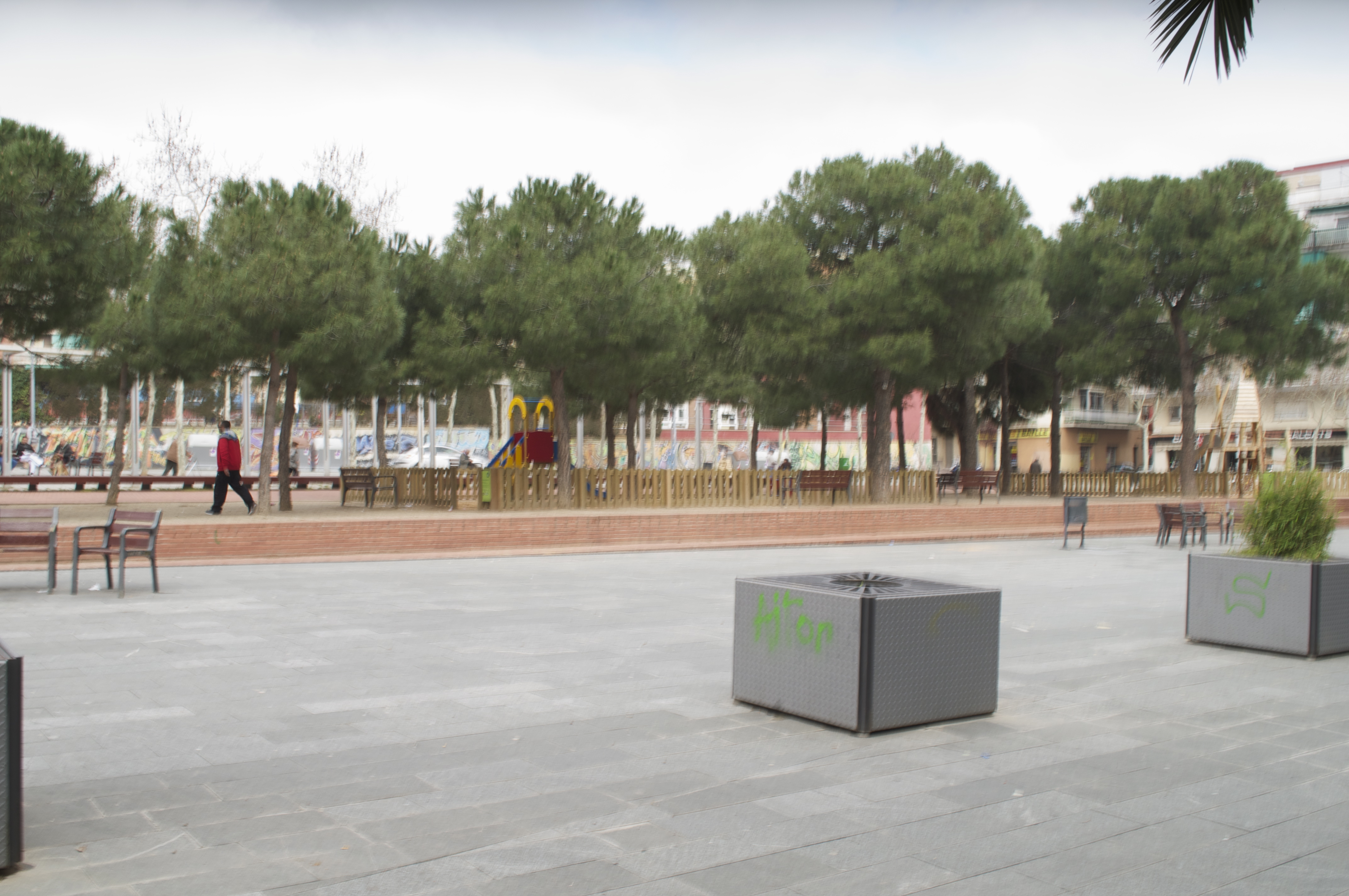
Parc infantil en la Zona Verda.
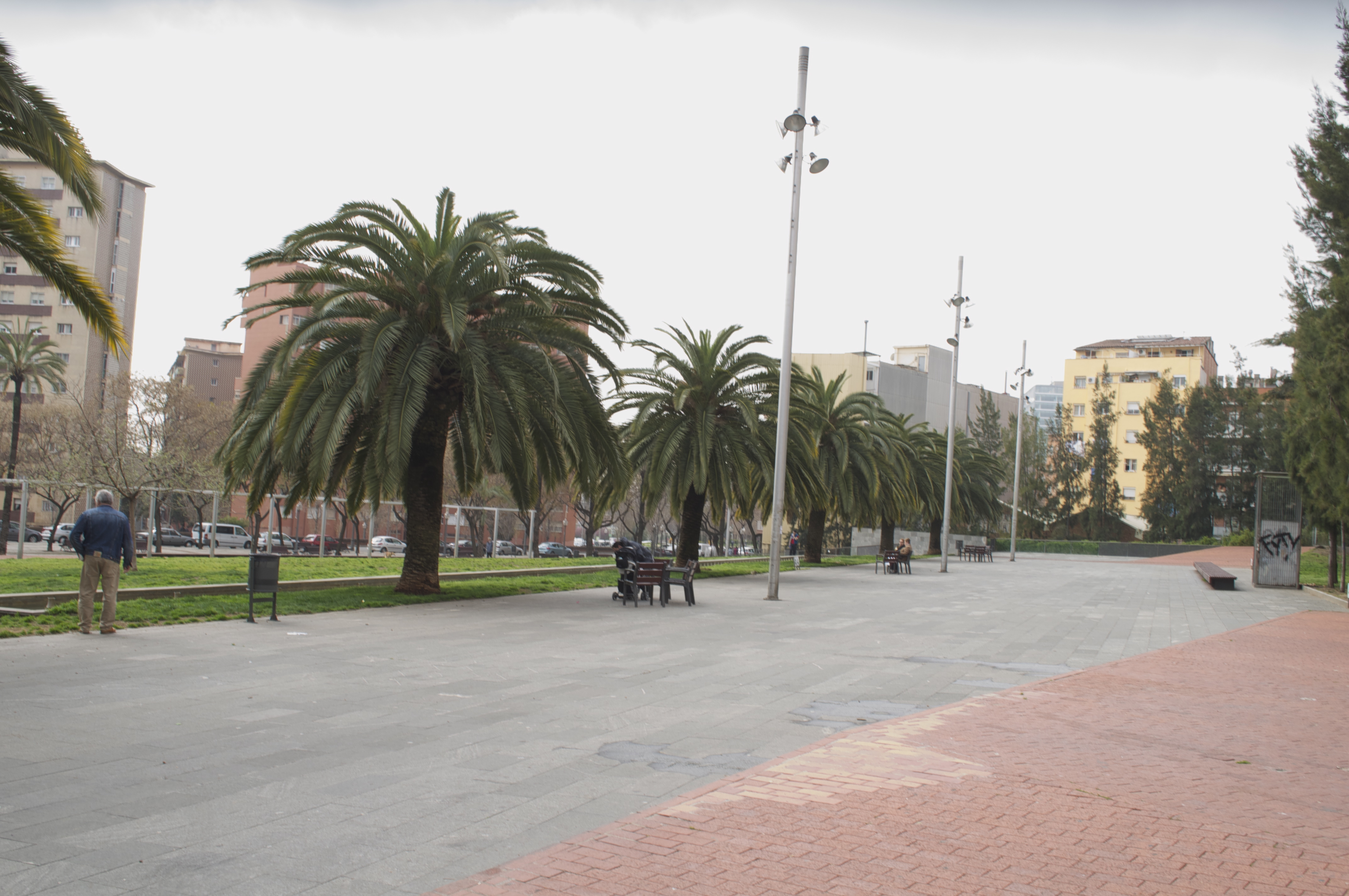
Plaça de la Zona Verda.
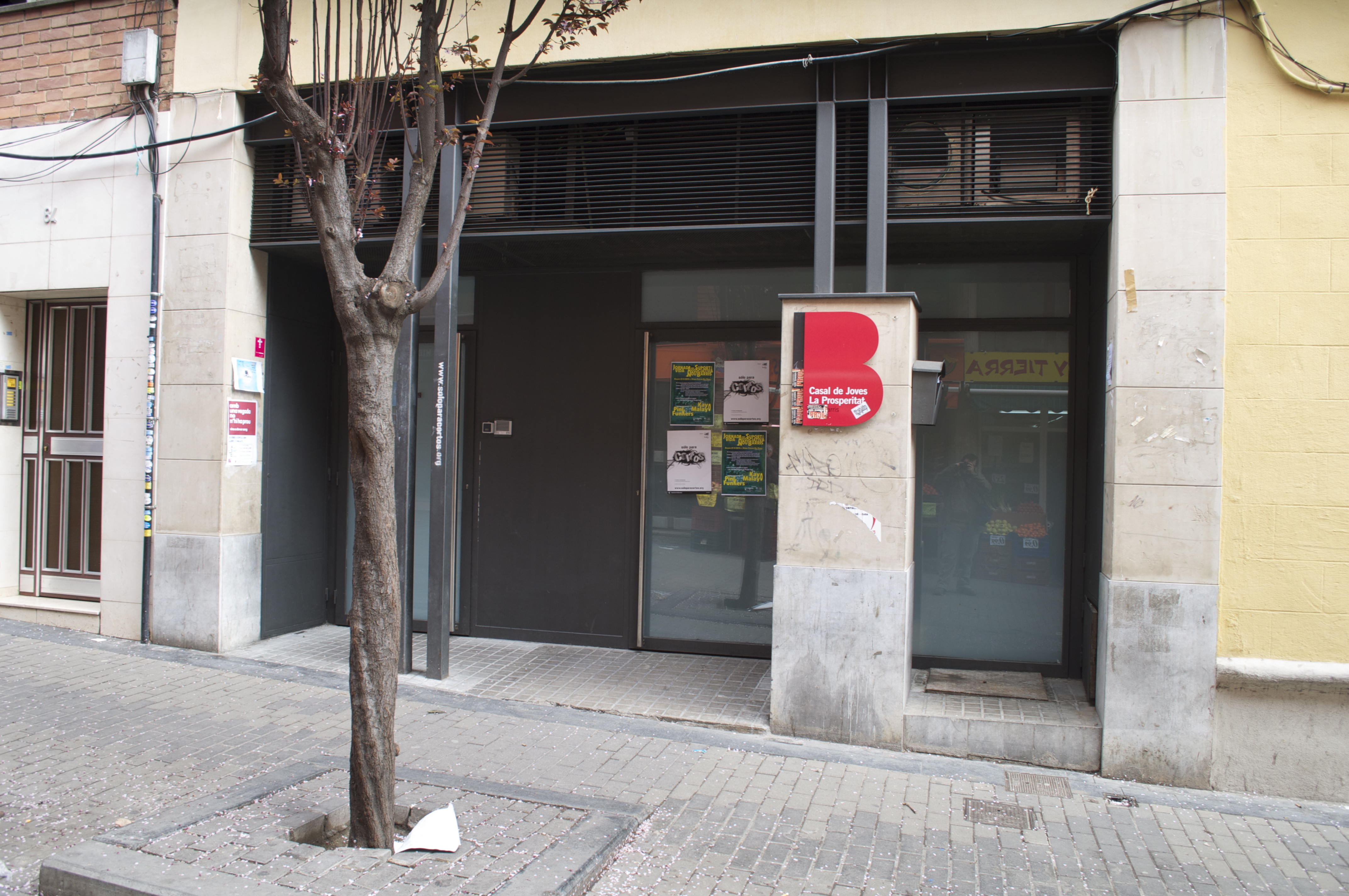
El Casal de Joves.